# Мерешешть
Мерешешть, Мерешешті (рум. Mărășești) — місто у повіті Вранча в Румунії. Адміністративно місту підпорядковані такі села (дані про населення за 2002 рік):
- Келіменешть (522 особи)
- Модрузень (54 особи)
- Педурень (567 осіб)
- Сірету
- Тішица (9 осіб)
- Харет (558 осіб)

Місто розташоване на відстані 183 км на північний схід від Бухареста, 20 км на північ від Фокшан, 144 км на південь від Ясс, 80 км на північний захід від Галаца, 128 км на схід від Брашова.

## Населення
За даними перепису населення 2002 року у місті проживали 11 777 осіб.
Національний склад населення міста:
| Національність | Кількість осіб | Відсоток |
| -------------- | -------------- | -------- |
| румуни         | 11505          | 97,7%    |
| цигани         | 223            | 1,9%     |
| українці       | 5              | < 0,1%   |
| угорці         | 3              | < 0,1%   |
| турки          | 3              | < 0,1%   |
| італійці       | 1              | < 0,1%   |

Рідною мовою назвали:
| Мова       | Кількість осіб | Відсоток |
| ---------- | -------------- | -------- |
| румунська  | 11735          | 99,6%    |
| циганська  | 23             | 0,2%     |
| російська  | 4              | < 0,1%   |
| угорська   | 2              | < 0,1%   |
| українська | 1              | < 0,1%   |
| турецька   | 1              | < 0,1%   |
| італійська | 1              | < 0,1%   |

Склад населення міста за віросповіданням:
| Релігія        | Кількість осіб | Відсоток |
| -------------- | -------------- | -------- |
| православні    | 11348          | 96,4%    |
| бретрени       | 212            | 1,8%     |
| п'ятдесятники  | 144            | 1,2%     |
| римо-католики  | 29             | 0,2%     |
| баптисти       | 19             | 0,2%     |
| адвентисти     | 10             | 0,1%     |
| лютерани       | 6              | 0,1%     |
| реформати      | 2              | < 0,1%   |
| мусульмани     | 2              | < 0,1%   |
| старообрядці   | 2              | < 0,1%   |
| греко-католики | 1              | < 0,1%   |

## Зовнішні посилання
- Дані про місто Мерешешть на сайті Ghidul Primăriilor